# Picramnia elliptica
Picramnia elliptica är en tvåhjärtbladig växtart som beskrevs av Kuhlmann, J.R. Pirani och W.W. Thomas. Picramnia elliptica ingår i släktet Picramnia och familjen Picramniaceae. Inga underarter finns listade.